# Manifeste du peuple brabançon
Le Manifeste du peuple brabançon est un acte qui fut rendu public au début de la révolution brabançonne en 1789 proclamant la fin de la souveraineté des Habsbourg sur le duché de Brabant.
En octobre 1789, le meneur des statistes Henri van der Noot et le général Jean-André van der Meersch marchent avec une petite armée depuis le Brabant des États dans les Provinces-Unies vers le sud, sur le duché de Brabant alors sous autorité autrichienne.
La première ville d'importance libérée est Hoogstraten et c'est là que Van der Noot fit connaitre à l'armée des patriotes, le manifeste, le 24 octobre 1789. Il avait été publié la veille par le Comité de Breda.
Le duc de Brabant était tenu par la Joyeuse Entrée de respecter les privilèges des brabançons. L'élément déclencheur de la révolution est le manquement du souverain autrichien à ses promesses solennelles. C'est pourquoi, le manifeste déclare que le duc Joseph de Brabant, est déchu du trône brabançon. Ce sont précisément les mêmes arguments que les États généraux des Pays-Bas ont utilisés en 1581 dans l'Acte de La Haye contre leur souverain, Philippe II d'Espagne.
Le soulèvement mènera à l'avènement de la République des États belgiques unis en 1790, ancêtre éphémère du royaume de Belgique.

## Source
- (nl) Cet article est partiellement ou en totalité issu de l’article de Wikipédia en néerlandais intitulé « Manifest van het Brabantse Volk » (voir la liste des auteurs).